# Еллісон Понсон
Еллісон Понсон (нід. Allyson Ponson, 4 грудня 1995) — нідерландська плавчиня.
Учасниця Олімпійських Ігор 2016 року.